# أندرس دبليو. بيرثيلسن
أندرس دبليو. بيرثيلسن (بالدنماركية: Anders W. Berthelsen)‏ هو ممثل دانمركي، ولد في 28 سبتمبر 1969 في الدنمارك.

## وصلات خارجية
- أندرس دبليو. بيرثيلسن على موقع IMDb (الإنجليزية)
- أندرس دبليو. بيرثيلسن على موقع ألو سيني (الفرنسية)
- أندرس دبليو. بيرثيلسن على موقع ميوزك برينز (الإنجليزية)
- أندرس دبليو. بيرثيلسن على موقع أول موفي (الإنجليزية)
- أندرس دبليو. بيرثيلسن على موقع قاعدة بيانات الأفلام السويدية (السويدية)
- أندرس دبليو. بيرثيلسن على موقع إن إن دي بي (الإنجليزية)
- أندرس دبليو. بيرثيلسن على موقع ديسكوغز (الإنجليزية)
- أندرس دبليو. بيرثيلسن على موقع قاعدة بيانات الفيلم (الإنجليزية)
- أندرس دبليو. بيرثيلسن على موقع كينوبويسك (الروسية)